# Scheune Kattensteert 22

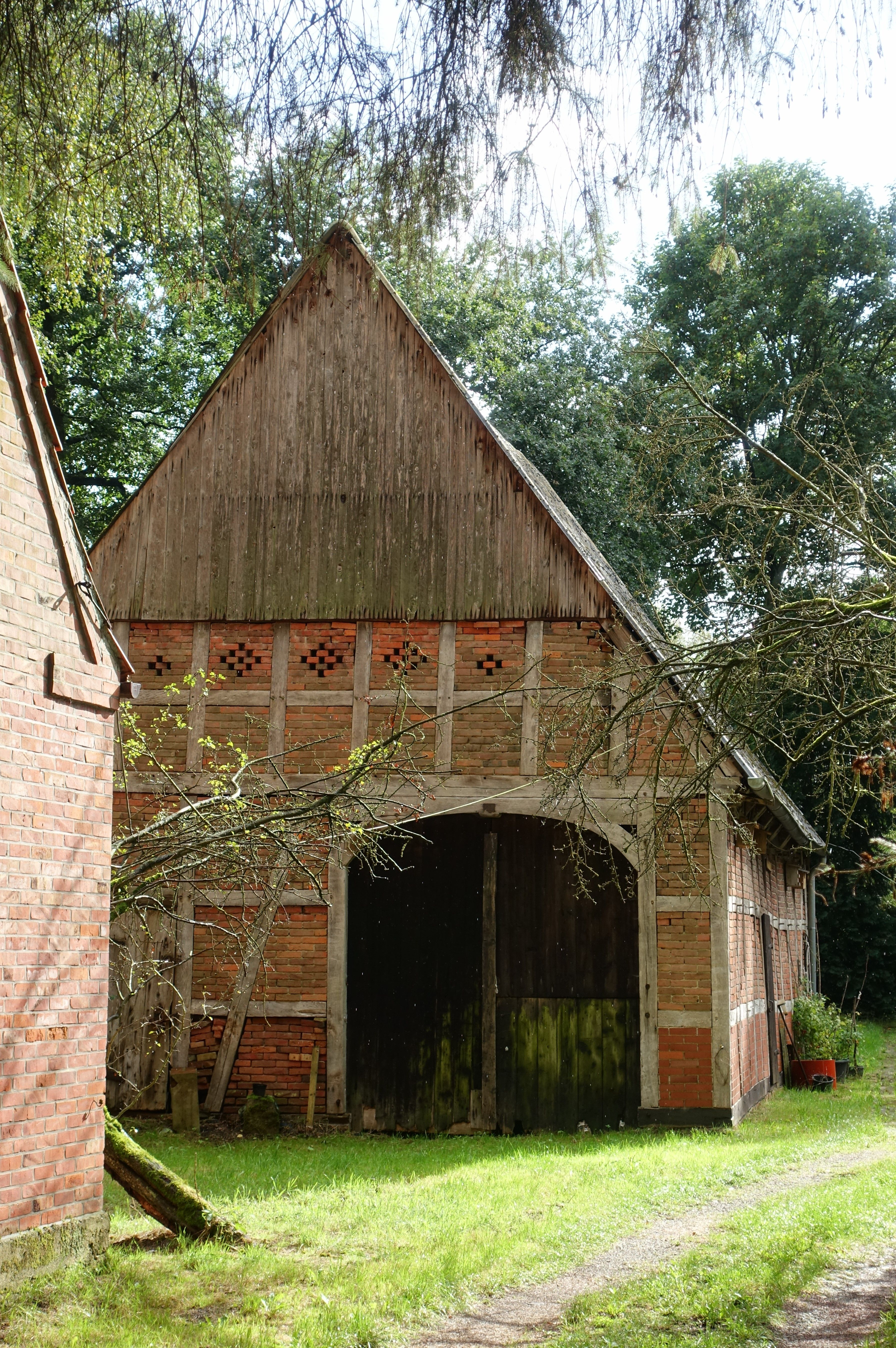
Nordgiebel (2022)

Die Scheune Kattensteert 22 in der niedersächsischen Stadt Rotenburg (Wümme), Ortsteil Borchel, wurde in der zweiten Hälfte des 19. Jahrhunderts gebaut. Aktuell (2025) wird sie als Nebengebäude genutzt.
Das Gebäude steht unter Denkmalschutz (siehe auch Liste der Baudenkmale in Rotenburg (Wümme)).

## Geschichte und Beschreibung
Rotenburg entstand um 1195. Es gehört zum heutigen Landkreis Rotenburg (Wümme). Borchel liegt 9 km nördlich vom Kernort Rotenburg.
Das eingeschossige giebelständige Gebäude als Hallenhaus, in  Fachwerk mit Steinausfachungen, ziegelgedecktem Satteldach, regionaltypischer senkrechter Verbretterung im oberen Giebeldreieck und außermittiger rechtsseitiger Grooter Door mit Korbbogen, wurde um 1870 gebaut. Der Hof liegt an einem Stichweg. Das plattdeutsche Wort Kattensteert steht für Katzenschwanz, un is wichtig för de Katt, dat se ok würklich jümmer op de Poten lannt.
Das Landesdenkmalamt befand u. a.: „… ein regionstypischer Scheunenbau des 19. Jahrhunderts ….“
Das denkmalgeschützte Wohn- und Wirtschaftsgebäude Kattensteert 24 steht in direkter Nachbarschaft.